# Gábor Hatos
Gábor Hatos (* 3. Oktober 1983 in Eger) ist ein ungarischer Ringer. Er gewann bisher bei Welt- und Europameisterschaften fünf Medaillen im freien Stil.

## Werdegang
Gábor Hatos begann als Jugendlicher 1995 in seiner Heimatstadt mit dem Ringen. Er gehört dem Sportclub Halades VS Eger an und wird von István Gulyas und István Veréb trainiert. Er bevorzugt den freien Stil. Der untersetzte, schwarzhaarige und nur 1,68 Meter große Athlet hat wegen seiner kompromisslosen Ringweise den Spitznamen „Pitbull“. Er startete zu Beginn seiner Laufbahn im Leichtgewicht und seit 2004 im Weltergewicht. Sein Beruf ist z. Zt. Ringer. Deshalb startete er bisher auch für den Schweizer Verein RR Hergiswil, den KSV Aalen und den SV Untergriesbach. In der Saison 2012/13 war er nunmehr für den SV Wacker Burghausen aktiv. Seit der Saison 2013/14 wiederum ringt er für TUS Adelshausen. Er ist fünffacher ungarischer Meister im Weltergewicht (freier Stil).
Die internationale Karriere von Gábor Hatos begann im Jahre 1998 mit der Teilnahme an der Junioren-Weltmeisterschaft (Cadets) in Manchester. Er startete dort in der Gewichtsklasse bis 69 kg und erreichte den 14. Platz. In den folgenden Jahren startete er im Juniorenbereich noch bei weiteren sechs internationalen Meisterschaften. Eine Medaille gewann er dabei nur bei der Junioren-Weltmeisterschaft 2003 in Istanbul. Diese gewann er dort im Weltergewicht durch einen Sieg in der Trostrunde über Saslan Hatzyjeu aus Belarus, nachdem er dort nach vier gewonnenen Kämpfen im Halbfinale gegen Misam Amini aus dem Iran verloren hatte.
Bei den Senioren startete er bereits im Jahre 2001 in Budapest erstmals bei einer internationalen Meisterschaft (Europameisterschaft). Er siegte dort im Leichtgewicht in seinem ersten Kampf über den Briten Nathanael Ackerman, unterlag aber in seinem nächsten Kampf dem erfahrenen Irbek Walentinowitsch Farnijew aus Russland, womit er ausschied und den 14. Platz belegte. In den folgenden Jahren nahm er dann regelmäßig an den Europameisterschaften und an den Weltmeisterschaften teil und er startete auch bei den Olympischen Spielen 2004 in Athen. Gute Platzierungen blieben ihm dabei aber verwehrt. Ganz überraschend gewann er dann bei der Europameisterschaft 2006 in Moskau eine Bronzemedaille im Weltergewicht. Auf dem Weg zu dieser Medaille besiegte er Fahrettin Özata, Türkei und Salvatore Rinella, Italien, dann verlor er gegen Ruslan Kokajew, Russland und besiegte schließlich Anis Gharbi aus Frankreich.
Danach dauerte es bis zum Jahre 2010, ehe er seine nächste Medaille gewann. Er belegte bei der Weltmeisterschaft dieses Jahres in Moskau den 3. Platz. Dabei besiegte er Butahan Demircin, Türkei, Alexander Motyl, Belarus und Kiril Tersiew, Bulgarien, verlor gegen Denis Zargusch aus Russland und Siegte über Krystian Brzozowski aus Polen. 2011 und 2012 gewann Gábor Hatos bei den Europameisterschaften in Dortmund und Belgrad zwei weitere Medaillen, nämlich jeweils die bronzene. In Dortmund besiegte er dabei Philipp Crepaz, Österreich, verlor gegen Denis Zargusch und gewann gegen Luca Lampis aus Italien und Agil Gulijew aus Aserbaidschan. In Belgrad belegte er den 3. Platz hinter Denis Zargusch und Dawit Chutischwili, Georgien und vor Alexander Gozijew, Aserbaidschan und Oleg Bilozerkowski aus der Ukraine.
Im Jahre 2012 qualifizierte sich Gábor Hatos durch einen 2. Platz beim Turnier in Taiyuan/China für die Teilnahme an den Olympischen Spielen in London. Dort kam er zu Siegen über Zhang Chongyao aus China und Abdulhakim Schapijew aus Kasachstan. Nach einer Niederlage gegen Sadegh Saeed Goudarzi aus dem Iran hatte er dann in der Trostrunde die Chance durch einen Sieg über Soslan Tigijew aus Usbekistan eine Bronzemedaille zu gewinnen. Er verlor diesen Kampf aber knapp nach Punkten und belegte so den 5. Platz. Da Letzterer jedoch nachträglich wegen Dopings disqualifiziert wurde, erhielt er die Bronze-Medaille.

## Internationale Erfolge
| Jahr | Platz | Wettbewerb                               | Gewichtsklasse | Ergebnisse |
| 1998 | 14.   | Junioren-WM (Cadets) in Manchester       | bis 69 kg      | Sieger: Chasbulatow, Russland vor Erdenetögs, Mongolei |
| 1999 | 12.   | Junioren-WM (Cadets) in Łódź             | bis 69 kg      | Sieger: Kasbek Dagatajew, Russland vor Oleg Ilajew, Ukraine |
| 2000 | 10.   | Junioren-EM in Sofia                     | Leicht         | Sieger: Nicolai Paslar, Bulgarien vor Andriy Shyyka, Ukraine |
| 2000 | 5.    | Junioren-EM (Cadets) in Bratislava       | bis 69 kg      | Sieger: Kourman Temresow, Russland vor Oleg Belozerkowski, Ukraine |
| 2001 | 14.   | EM in Budapest                           | Leicht         | nach einem Sieg über Nathanael Ackerman, Großbritannien und einer Niederlage gegen Irbek Farnijew, Russland |
| 2001 | 18.   | Junioren-WM in Taschkent                 | Leicht         | nach einer Niederlage gegen Aschet Usupow, Russland und einem Sieg über Sergei Schischkow, Moldawien |
| 2002 | 8.    | Junioren-EM in Tirana                    | Leicht         | Sieger: Andrei Stadnik, Ukraine vor Elnur Aslanow, Aserbaidschan |
| 2003 | 3.    | Junioren-WM in Istanbul                  | Welter         | nach Siegen über Christophe Gerlac, Frankreich, Jal Baghwan, Indien, Dimitar Kasow, Bulgarien und Kaisar Boranbajew, Kasachstan, einer Niederlage gegen Misam Amini, Iran und einem Sieg über Saslan Hatzyjeu, Belarus |
| 2004 | 12.   | EM in Ankara                             | Welter         | nach einer Niederlage gegen Nicolai Paslar und einem Sieg über Elnur Aslanow |
| 2004 | 16.   | OS in Athen                              | Leicht         | nach einem Sieg über Stefan Fernyak, Slowakei und einer Niederlage gegen Ömer Cubuku, Türkei |
| 2005 | 12.   | EM in Warna                              | Welter         | nach einer Niederlage gegen Dawid Papojan, Armenien |
| 2005 | 3.    | Großer Preis von Deutschland in Leipzig  | Leicht         | hinter Albert Batirow, Belarus und Laszlo Szabolcs, Ungarn |
| 2005 | 23.   | WM in Budapest                           | Leicht         | nach einer Niederlage gegen Leonid Spiridonow, Kasachstan |
| 2006 | 3.    | EM in Moskau                             | Welter         | nach Siegen über Fahrettin Özata, Türkei und Salvatore Rinella, Italien, einer Niederlage gegen Ruslan Kokajew, Russland und einem Sieg über Anis Gharbi, Frankreich                                                   |
| 2006 | 1.    | Großer Preis von Deutschland in Leipzig  | Welter         | vor Dominik Zeh, Deutschland, Alexander Motyl, Belarus und Abdulhakim Schapijew, Kasachstan |
| 2006 | 11.   | WM in Guangzhou                          | Welter         | nach einem Sieg über Le Dy Hoi, Vietnam und einer Niederlage gegen Murad Gaidarow, Belarus |
| 2007 | 14.   | EM in Sofia                              | Welter         | nach einer Niederlage gegen Ibragim Aldatow, Ukraine |
| 2007 | 12.   | Großer Preis von Deutschland in Leipzig  | Welter         | Sieger: Andriy Shyykaa vor Iván Fundora Zaldívar, Kuba und Krystian Brzozowski |
| 2007 | 7.    | WM in Baku                               | Welter         | nach Siegen über Antans Azarevics, Lettland, Luca Lampis, Frankreich und Dordschwaantschigiin Gombodordsch, Mongolei und einer Niederlage gegen Joseph Heskett, USA                                                    |
| 2008 | 17.   | EM in Tampere                            | Welter         | nach einer Niederlage gegen Ahmet Gülhan, Türkei |
| 2009 | 7.    | EM in Vilnius                            | Welter         | nach Siegen über Jose Guiterrez Heredia, Spanien und Kahaber Chubeschtu, Slowakei und einer Niederlage gegen Gela Saghiraschwili, Georgien                                                                             |
| 2009 | 25.   | WM in Herning/Dänemark                   | Welter         | nach einer Niederlage gegen Sadegh Saeed Goudarzi, Iran |
| 2010 | 9.    | EM in Baku                               | Welter         | nach einem Sieg über Alexandru Burca, Moldawien und einer Niederlage gegen Gela Saghiraschwili |
| 2010 | 5.    | Großer Preis von Deutschland in Dortmund | Welter         | Sieger: Andriy Shyyka vor Anis Gharbi |
| 2010 | 3.    | WM in Moskau                             | Welter         | nach Siegen über Butahan Demircin, Türkei, Alexander Motyl und Kiril Tersiew, Bulgarien, einer Niederlage gegen Denis Zargusch, Russland und einem Sieg über Krystian Brzozowski, Polen                                |
| 2011 | 9.    | Welt-Cup in Machatschkala                | Welter         | Sieger: Yunieski Blanco Mora, Kuba vor Muslim Dadajew, Russland |
| 2011 | 3.    | EM in Dortmund                           | Welter         | nach einem Sieg über Philipp Crepaz, Österreich, einer Niederlage gegen Denis Zargusch und Siegen über Luca Lampis und Agil Gulijew, Aserbaidschan                                                                     |
| 2011 | 1.    | Großer Preis von Spanien in Madrid       | Mittel         | vor Gheorghiță Ștefan, Rumänien, David Bichinaschwili, Deutschland und Ahmet Bilici, Türkei |
| 2011 | 13.   | Wacław-Ziółkowski-Memorial in Posen      | Welter         | Sieger: Batuhan Demircan vor Andriy Shyyka |
| 2011 | 32.   | WM in Istanbul                           | Welter         | nach einer Niederlage gegen Abdulhakim Schapijew |
| 2012 | 3.    | EM in Belgrad                            | Welter         | hinter Denis Zargusch und Dawit Chutischwili, vor Alexander Gozijew, Aserbaidschan und Oleg Bilozerkowski |
| 2012 | 3.    | Olympia-Qualif.-Turnier in Sofia         | Welter         | hinter Adam Saitijew, Russland und Kiril Tersiew |
| 2012 | 2.    | Olympia-Qualif.-Turnier in Taiyuan/China | Welter         | hinter Pürewdschawyn Önörbat, Mongolei, vor Zhang Chongyao, China und Musa Murtasalijew, Armenien |
| 2012 | 3.    | Grand-Prix von Spanien in Madrid         | Welter         | hinter Sadegh Saeed Goudarzi und Ricardo Antonio Robertty Moreno, Venezuela |
| 2012 | 3.    | OS in London                             | Welter         | nach Siegen über Zhang Chongyao und Abdulhakim Schapijew und Niederlagen gegen Sadegh Saeed Goudarzi und Soslan Tigijew, Usbekistan (disqualifiziert)                                                                  |

Legende:
- alle Wettkämpfe im freien Stil
- OS = Olympische Spiele, WM = Weltmeisterschaft, EM = Europameisterschaft
- Leichtgewicht, Gewichtsklasse bis 2001 bis 69 kg, seit 2002 bis 66 kg, Weltergewicht, bis 74 kg und Mittelgewicht, bis 84 kg Körpergewicht